# Iglaste
Iglaste, szpilkowe (Pinopsida Burnett) – klasa drzew i krzewów należących do gromady nagonasiennych. W zależności od systemu klasyfikacyjnego obejmuje tylko rząd sosnowców Pinales z rodziną sosnowatych Pinaceae (231 gatunków) lub różnie łączone w rzędy także rodziny: araukariowatych, zastrzalinowatych, sośnicowatych, cyprysowatych i cisowatych, w sumie z ok. 600 gatunkami. Za wąskim ujęciem klasy przemawia problematyczna pozycja gniotowych Gnetopsida w wielu analizach filogenetycznych wskazywana jako zagnieżdżona w obrębie szeroko ujmowanych iglastych i tym samym czyniąca z nich takson parafiletyczny.
Stosowana jako synonim nazwa naukowa Coniferopsida uznawana jest za niepoprawną, jako utworzona bez oparcia na żadnym istniejącym taksonie.

## Morfologia
PokrójDrzewa (w tym okazałe, osiągające 100 m wysokości) i krzewy, zazwyczaj monopodialne (z jedną wyraźną osią – łodygą), silnie rozgałęzione, czasem też niskie, płożące i wielołodygowe krzewy (jałowiec i Lepidothamnus). U części przedstawicieli pędy zróżnicowane są na krótko- i długopędy. Jeden gatunek to bezzieleniowy pasożyt (Parasitaxus).
LiścieSkrętoległe, rzadziej naprzeciwległe, wyjątkowo okółkowe (sośnica). Najczęściej igiełkowate lub łuskowate, rzadko o blaszce szerokiej i płaskiej (agatis i nierozwidnia), często zróżnicowane morfologicznie na liście młodociane i dojrzałe. Wyjątkowo liście są silnie zredukowane i wówczas funkcję asymilacyjną pełnią spłaszczone pędy (kokietnik). Liście zwykle są długotrwałe, czasem utrzymują się na roślinach do 10 lat, ale też u 15 gatunków z 5 rodzajów liście są zrzucane przed zimą (np. modrzew).
KwiatyMęskie i żeńskie organy generatywne są rozdzielone, przy czym rozwijają się na tych samych roślinach (jednopienność) lub na różnych (dwupienność).
Męskie organy – mikrosporangia (zwane tu też pylnikami i woreczkami pyłkowymi) rozwijają się na dolnej (odosiowej) stronie liści (mikrosporofili) zebranych na osi tworzącej szyszkowaty mikrostrobil. Takie strobile bywają zebrane w strobile złożone. Pyłek powstający w mikrosporangiach bywa zaopatrzony w parę pęcherzyków powietrznych ułatwiających przenoszenie przez ruchy powietrza oraz przyklejanie się pyłku i jego wciąganie do okienka.
Organy żeńskie to otoczone osłonką (integumentem) zalążki rozwijające się na górnej (doosiowej) powierzchni liścia nasiennego (łuski nasiennej) wyrastającego w kącie liścia wspierającego (łuski wspierającej). Te liście zebrane są w specyficznie dla poszczególnych taksonów wykształcone szyszki. Często one drewnieją, budowane przez liczne łuski i zawierają liczne nasiona. U jałowców łuski szyszek mięśnieją i się zrastają tworząc szyszkojagodę. U cisowatych i zastrzalinowatych w żeńskich organach dojrzewa tylko pojedyncze nasiono otoczone w różnym stopniu własną osnówką (często mięsistą i jaskrawo zabarwioną).

## Systematyka i pochodzenie
Systematyka iglastych jest przedmiotem nieustannej dyskusji, dlatego też rośliny te są rozmaicie klasyfikowane. Przyczyną braku przejrzystego systemu jest duże zróżnicowanie słabo poznanych pod względem relacji pokrewieństwa form kopalnych oraz wciąż nieustalone jednoznacznie pokrewieństwo tych roślin z gniotowatymi Gnetopsida. Iglaste stanowią jedną z czterech grup nagonasiennych, obok sagowcowych, gniotowych i miłorzębowych.
Dawniej powszechne szerokie ujęcie tej klasy, jako obejmującej wszystkie współczesne rodziny roślin drzewiastych o liściach iglastych lub łuskowatych oraz nasionach rozwijających się w różnie wykształcających się szyszkach, jest współcześnie problematyczne, choć obecne np. w systemie Ruggiero i in. z 2015 oraz Christenhusza i in. z 2011. W związku z niejasną pozycją filogenetyczną gniotowych dla uzyskania taksonów monofiletycznych rośliny zaliczane do iglastych rozdzielane są na klasy Pinopsida sensu stricto (tylko rząd sosnowców Pinales z rodziną sosnowatych Pinaceae) i osobną klasę Cupressopsida lub relacje przedstawiane są między rodzinami i rzędami, bez grupowania ich w wyższej rangi taksony.
Względnie stabilny jest podział zaliczanych tu roślin współczesnych na szczeblu rodziny – jest ich zwykle wyróżnianych 6 (sosnowate, araukariowate, zastrzalinowate, sośnicowate, cyprysowate i cisowate), czasem dodatkowo z zastrzalinowatych wyodrębniane są Phyllocladaceae, a z cisowatych – głowocisowate. W latach 60. XX wieku iglaste dzielono na 53 rodzaje, w XXI wieku wyróżnianych jest ich zwykle 71.
Za najstarsze ślady kopalne iglastych uważane są karbońskie skamieniałości Swillingtonia denticulata znalezione w Yorkshire i datowane na 310 milionów lat, aczkolwiek zasugerowano także, że to raczej ślady roślin należących do widłaków. Ślady kopalne iglastych stają się coraz częstsze z kolejnego okresu – permu. Wielkie ich różnicowanie nastąpiło w triasie, kiedy wyewoluowały wszystkie rodziny obecne we florze współczesnej. Najstarsze iglaste klasyfikowane są do wymarłych rodzin: Utrechtiaceae (obejmują wyróżniane dawniej lebachiowate Lebachiaceae), ulmaniowate Ullmanniaceae i Walchiaceae.
Podział według Christenhusza i in. z 2011
podklasa: Pinidae Cronquist, Takht. & Zimmerm., Taxon 15: 134 (1966)
- rząd: sosnowce Pinales Gorozh., Lekts. Morf. Sist. Archegon.: 88 (1904)
  - rodzina: sosnowate Pinaceae Spreng. ex F.Rudolphi, Syst. Orb. Veg.: 35 (1830)
- rząd: araukariowce Araucariales Gorozh., Lekts. Morf. Sist. Archegon.: 72 (1904)
  - rodzina: araukariowate Araucariaceae Henkel & W.Hochst., Syn. Nadelhölz.: xvii, 1 (1865)
  - rodzina: zastrzalinowate Podocarpaceae Endl., Syn. Conif.: 203 (1847)
- rząd: cyprysowce Cupressales Link, Handbuch 2: 470 (1829)
  - rodzina: sośnicowate Sciadopityaceae Luerss., Grundz. Bot.: 265 (1877)
  - rodzina: cyprysowate Cupressaceae Gray, Nat. Arr. Brit. Pl. 2: 222. (1822)
  - rodzina: cisowate Taxaceae Gray, Nat. Arr. Brit. Pl. 2: 222, 226 (1822)